# 聖徳学園中学校・高等学校
聖徳学園中学高等学校（しょうとくがくえんちゅうがくこうとうがっこう）は、東京都武蔵野市境南町二丁目にある中高一貫校。学校法人聖徳学園が運営する。

## 教育方針
「個性」「国際性」「創造性」を、3つの教育方針としている。

## 沿革
- 1927年（昭和2年） - 男子中等教育を行う関東中学校として創立され、初代学校長は和田幽玄が就任。教育顧問に帝国教育会長澤柳政太郎と東京大学名誉教授村上専精。
- 1948年（昭和23年） - 共学の新制関東高校が発足。
- 1951年（昭和26年） - 学校法人聖徳学園に組織変更。幼稚園、小学校、中学校を併設。
- 1955年（昭和30年） - 安藤正純の業績を記念して安藤正純記念図書館が落成。
- 1976年（昭和51年） - 中学校を「聖徳学園中学校」に改名し小中一貫教育を開始。
- 1982年（昭和57年） - 交換留学制度を通じて海外交流開始。
- 1991年（平成3年） - 高校を聖徳学園高等学校に改称。
- 1992年（平成4年） - 中高一貫教育を開始。少人数制・コース制等個人を尊重する教育を開始。
- 1994年（平成6年） - ニュージーランド国際研修旅行開始。その後ヨーロッパ、アメリカ等と拡大。
- 2001年（平成13年） - 前後期2学期制・週5日制・90分授業開始。
- 2002年（平成14年） - 中学が文部科学省の「学力向上フロンティアスクール」の指定を受ける。松田労雄によりモニュメント「知性と意志 そして愛」が作られる。
- 2003年（平成15年） - 高校が文部科学省の「学力向上フロンティアスクール」の指定を受ける。
- 2004年（平成16年） - 日本フルブライトメモリアル基金マスターティーチャープログラム参加校になる。
- 2005年（平成17年） - 文部科学省の「教育改革推進モデル事業」の研究指定校になる。
- 2006年（平成18年） - 文部科学省の「スーパー・イングリッシュ・ランゲージ・ハイスクール」に指定される。
- 2008年（平成20年） - 50分授業開始。
- 2009年（平成21年） - 夏に予定されていた2009年度第3・5学年の国際研修旅行が新型インフルエンザ問題により中止と決まる。
- 2012年（平成24年） - 東京私立中学高等学校協会「ICT推進教育」の研究指定校となる。東京都の「東京アスリート育成推進校」に男子バレーボールが指定される。

## キャンパス

### 武蔵境キャンパス
- 所在地 - 武蔵野市境南町2-11-8
- 交通 - 武蔵境駅徒歩3分

### 三鷹キャンパス
- 所在地　- 三鷹市井口2-11-5（武蔵境キャンパスから徒歩15分）。
  - 野球場、テニスコート（ハードコート）3面とテニスの壁打ち2面があり、体育の授業や部活動等に使われる。幼稚園のスクールバスの駐車場がある。

## 学習
2014年度より学年表記が変更され、1から6の通し番号ではなく中学1・2・3年、高校1・2・3年表記に変わり、クラスも以前のローマ字数字表記から算用数字による表記（例:「高3年2組」）に改められている。同時にこれまでの2学期制を改め、3学期制を採用している。高校第2学年より文系・理系に分けてのクラス編成が行われる。
英語と数学はHRのクラスでは行わずにレベル別のクラスに分かれて学年内のクラス混合で行われる。（ただし一部の学年またクラスでは、教員の持ち時間の関係上、HRのクラス毎で行われることもある。）

## 学校生活
水曜日の1時間目は、全てのクラスにおいてロングホームルーム(LHR)が設定されている。また、週によって、朝礼が行われることがある。

## 校舎
2018年4月現在、校舎は1号館から13号館まで割り振られている。最新の13号館は聖徳学園創立90周年を記念して作られた。地下1階に簡単な体育活動や集会ができる90周年記念ホール、1階にアクティブラーニングができるLarningCommons（ラーニングコモンズ）、2階にスタジオ、3階に幽玄庵などがある。

## 学校行事
- 幽玄忌 - 6月9日は学園創立者の和田幽玄の命日である。

### 学園祭
- 太子祭 - 聖徳太子の太子。文化祭のことである。2006年（平成18年）度までは10月末頃に2日間行われていたが、それ以降は9月末の2日間に行われている（小学校での学園祭は聖徳祭と呼ばれ、中学高等学校のそれとは独立して行われている）。
- 中夜祭 - 太子祭の後に行われるスピンオフ企画である。中学3年生から高校2年生までが参加でき、体育館で行われる。一般公開はされていない。
- 体育祭 - 一般公開されている。応援合戦、3年・4年の女子が「聖徳音頭」という盆踊りのようなものを浴衣を着て行う競技などがある。

### 修学旅行
「キャンプ」や「国際研修旅行」がある。
- キャンプ - 「スプリングキャンプ」「ウインターキャンプ」が中学1年生に振られている。
- 年によって異なるが、2022年時点では中学2年生に「関西研修旅行」が振られている。
- 国際研修旅行 - 3年〜5年の夏に国際研修旅行が行われる。いくつかの国の中から希望の国へ行く。

## クラブ活動
クラブ活動は中高共通になっている。中学入学後に講堂で部活説明会がある。夏休みに複数の部活合同での合宿である「エンタープライズキャンプ」が行われる。
- バレー部
- バスケット部
- 卓球部
- バドミントン部
- サッカー
- 野球部
- テニス部
- ダンス部
- 水泳部
- 剣道部
- 空手部
- スキー部
- 山岳部
- 陸上競技部
- 合唱部
- 管弦楽部
- 美術部
- 鉄道研究部
- 理科実験部
- 囲碁・将棋部
- 演劇部
- 華道部
- 茶道部
- 書道部
- 調理手芸部
- 和太鼓部
- 軽音楽部
- 動画研究部
- 漫画研究部
- かるた同好会
- 数学同好会
- デジタルコンテンツ制作同好会

## 海外留学
希望者で資格審査に通った場合は4年の9月から1年間、英語圏の国（アメリカ・イギリス・カナダ・オーストラリア・ニュージーランド等）へ留学することができる。これは学校の留学制度であるため休学する必要はなく、日本で授業に出席したものとみなされる。

## グローバル教育
生徒主体の団体、国際交流ボランティアがあり、「聖徳学園と世界を繋ぐ」を目標に活動している。具体的には、海外の学生との交流、アフリカルワンダの幼稚園への支援活動やディスカッションイベントの運営などを行なっている。

## 制服
制服はネクタイ・リボンの色以外中高共通である。制服はワイシャツは白と青、ズボンは紺と白い生地に黒っぽい網目の線が入った物。またはグレーのチェック柄のズボンも着用可。冬服として紺色のブレザーがある。白のブラウスと紺と白い生地に黒っぽい網目の線が入ったスカート。また、紺色のベストがある。靴下の指定はない。冬服として紺色のブレザーがある。ネクタイ・リボン着用で白のワイシャツ、紺のズボン・スカートで冬服の時はブレザーも着用。
2024年度より、制服が新しいデザインに変更される。

## スクールカウンセラー
2007年（平成19年）1月よりスクールカウンセラーが学校内の「生徒相談室」で保護者・生徒からの相談に応じている。
刊行誌「こころの休憩室」が定期的に発行されており、生徒に配布されるほか年度内に発行されたものは学校HPで公開されている。2018年度からは「こころの休憩室」の紙での配布がなくなり、学内SNS(Talknote)での配信に変更された。

## 著名な出身者

### スポーツ
- 日月鉄二 - 元プロ野球選手（高校1年次のみ野球部所属、2～3年次は陸上部所属）
- 江藤智 - 元プロ野球選手
- 荒井昭吾 - 元プロ野球選手
- 長谷川宙輝 - プロ野球選手
- 泉川正幸 - 元バレーボール選手
- 山下雄樹 - バスケットボール選手
- 玉ノ富士茂 - 元大相撲力士（高校3年次に中退）
- 石川裕紀人 - 騎手（中学卒）

### その他
- 安野モヨコ - 漫画家
- 矢吹二朗 - 俳優
- 桜井和寿 - ミュージシャン（Mr.Childrenメンバー）
- 田原健一 - ミュージシャン（Mr.Childrenメンバー）
- 中川敬輔 - ミュージシャン（Mr.Childrenメンバー）
- 永野彰一 - 元プロ雀士
- 小林洋 - ロボット工学者
- 鈴木敦 - 衆議院議員